# Orte
Orte là một đô thị ở tỉnh Viterbo, vùng Lazio của Ý, có cự ly khoảng 60 km về phía bắc của Roma và khoảng 24 km về phía đông của Viterbo. Tại thời điểm 31/12/2006, Orte có dân số 8.364 người.
Orte nằm ở trong khu vực thung lũng Tevere, trên một ngọn đồi.
Những người Etrusca đã sinh sống ở khu vực này từ thế kỷ 6 trước Công nguyên. Đây là nơi diễn ra các trận đánh giữa người Etrusca và người La Mã (năm 310 và năm 283 trước Công nguyên) gần hồ Vadimone, cả hai trận này người La Mã đều giành chiến thắng. Người La Mã đã xây dựng đô thị ở đây. Dưới thời trị vì của Augustus, đô thị này đã được xây thêm nhiều công trình công cộng. Orte đã bị người Ostrogoth, Byzantines và Lombard chiếm đóng.